# Peperomia aurorana
Peperomia aurorana är en pepparväxtart som beskrevs av Trel. & Standley. Peperomia aurorana ingår i släktet peperomior, och familjen pepparväxter. Inga underarter finns listade i Catalogue of Life.